# 松宮貴之

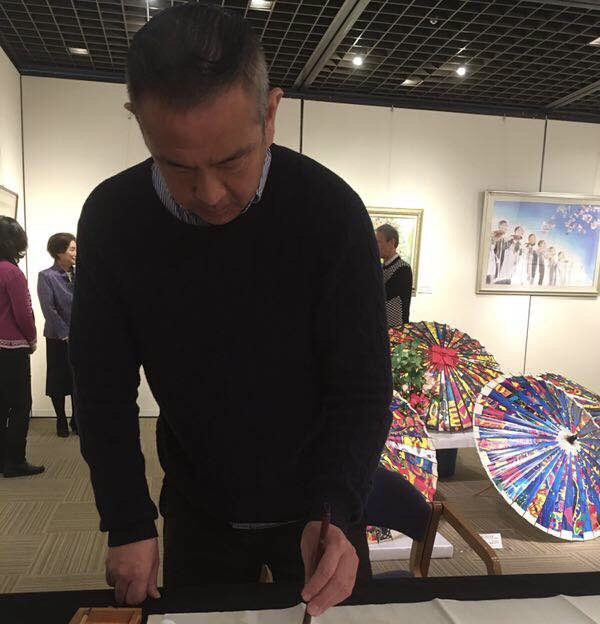
2017年3月　京都国際交流会館にて

松宮 貴之（まつみや たかゆき、1971年〈昭和46年〉11月 - ）は、日本の書論研究家、書家。滋賀県出身。滋賀県立彦根東高等学校、東京学芸大学芸術課程書道専攻卒業。二松學舍大学文学部博士前期課程中国学専攻修了、中国北方交通大学（後の北京交通大学）に語学留学。その後、立正大学文学部博士後期課程国文学専攻、満期退学。東アジア文化史研究者として、2020年3月「郭沫若書法の社会史的研究」で総合研究大学院大学より博士（学術）の学位取得。現在は佛教大学文学部大学院・学部非常勤講師（書論・書道実技・書道史担当)、四国大学大学院非常勤講師、大阪大学非常勤講師、西安培華学院客員教授、国際日本文化研究センター共同研究員、元立命館大学衣笠総合研究機構客員研究員、中国書法家協会（香港）会員を務める。

## 略歴
- 2000年（平成12年） 8月 - 東京 當代書法二人展
- 2001年（平成13年） 8月 - 中国 蘇州 當代書法二人展
- 2002年（平成14年） 7月 - ドイツ ハイデルベルク 當代書法二人展
- 2002年（平成14年） 8月 - マンハイム 當代書法二人展
- 2002年（平成14年） 8月 - 鎌倉 當代書法二人展
- 2003年（平成15年） 1月 - 成田 當代書法二人展 「論語小品」
- 2006年（平成18年）10月 - 赤坂 松宮貴之墨書展 「題酒店壁」
- 2012年（平成24年） 4月 - 京都 松宮貴之墨書展 「学殖の表現という領域」
- 2012年（平成24年） 8月 - 中国　蘇州 當代書法二人展
- 2013年（平成25年） 5月 - 台湾 松宮貴之墨書展 「東アジア、書の行方」
- 2013年（平成25年） 8月 - 中国 延吉 松宮貴之書法展 「東アジアー筆談の先、詩、書美」
- 2014年（平成26年） 3月 - 京都 當代書法二人展 「一字千金」
- 2014年（平成26年） 5月 - 中国 臨汾 松宮貴之書法展 「伝統與実験」
- 2014年（平成26年） 9月 - 中国 蘇州 當代書法二人展 「伝統書法」
- 2015年（平成27年） 10月 - 滋賀　松宮書法館 當代書法二人展 「読む書」
- 2016年（平成28年） 3月 - 中国　西安 松宮貴之書法展
- 2017年（平成29年）10月 - 滋賀　松宮書法館　松宮貴之書法展「玄と渾の世界」
- 2018年（平成30年） 3月 - 中国　中南大学 松宮貴之書法展
- 2018年（平成30年）10月 - 滋賀　松宮書法館 當代書法二人展 「教養という名の前衛ー創造される漢学ー」
- 2024年(令和6年)8月－中国　西安　東元美術館　「長安行」
- 2027年(令和7年)３月－中国　北京　798藝術区　「王清州、松宫贵之书法作品双个展」

## 松宮貴之の書論
宗教学・文化人類学・文化史・社会学等に基づいた総合的な視点による書論史の再編に着手している。自身の書境については、「祖先との語らいのなかで、現実と交差する瞬間の語力の表出である」と述べている。松宮貴之公式サイト

## 著書
- 『書論の文化史』（雄山閣、初版2010年）ISBN 978-4-639-02152-0
- 『なぜ書には、人の内面が表われるのか』（祥伝社新書、初版2012年）ISBN　978-4-396-11285-1
- 『政治家と書』-近現代に於ける日本人の教養-（雄山閣、初版2014年）ISBN 978-4-639-02336-4
- 『中国の政治家と書』-激動の時代を生きた政治家達の残したもの-（雄山閣、初版2017年）ISBN 978-4-639-02522-1
- 『書と思想　歴史上の人物から見る日中書法文化』（東方書店、初版2019年) ISBN 978-4-497-21903-9
- 『入れ墨と漢字』‐古代中国の思想変貌と書‐（雄山閣、初版2021年8月）ISBN 978-4-639-02775-1
- 『書人　郭沫若』(武蔵野書院、初版2024年9月)ISBN　978-4-8386-1016-7
- 『新編　書論の文化史』(雄山閣、初版2024年12月)ISBN　9784639030188
- 『政治家と書』‐近現代に於ける日本人の教養【第二版】(雄山閣、2024年5月)ISBN 4639030568

## 共著
- （御厨貴,井上章一）『建築と権力のダイナミズム』』（岩波書店、初版2015年）ISBN 978-4-00-022800-8
- （神崎宣武,白幡洋三郎,井上章一）『『日本文化事典』（丸善出版、2016年）ISBN 978-4-621-08979-8
- （劉建輝ほか）『「満州」という遺産』（ミネルヴァ書房、2022年）ISBN 978-4-623-08872-0
- （中純夫ほか）『「朱子語類」訳注 巻一八』（汲古書院、2022年）ISBN 978-4-7629-1316-7